# El Pinell de Brai
El Pinell de Brai település Spanyolországban, Tarragona tartományban. El Pinell de Brai Benissanet, Miravet, Benifallet, Prat de Comte és Gandesa községekkel határos. Lakosainak száma 979 fő (2024).

## Népesség
A település népessége az elmúlt években az alábbi módon változott:
| Lakosok száma | 219  | 1891 | 1474 | 1388 | 1212 | 1099 | 1135 | 1076 | 1017 | 979  |
|               | 1717 | 1900 | 1940 | 1960 | 1986 | 2005 | 2010 | 2014 | 2019 | 2024 |